# سمرة (ألبوم)
سمرة هو ثاني ألبوم منفرد لمغني الراي فُضيل. إحتل المركز 27 في أسبوعه الأول على مخطط الألبومات الفرنسية SNEP ، وظهر أيضًا في بلجيكا وسويسرا.

## معلومات الألبوم
يحتوي الألبوم على 13 أغنية أغلبها بالعربية وشارك فُضيل تقريبا في كتابة جميع أغاني الألبوم رفقة نبيل الخالدي الذي قام بالتوزيع إلى جانب جوه هوتودا. موسيقيا ظلت سمرة وفية لتقاليد الراي مع إضافة الإيقاعات الاصطناعية وميزات البوب العربية بالإضافة إلى لمسات لاتينية، ركزت كلمات الأغاني على الحب باستثناء أغنية واحدة التي أشار فيها إلى مونت لا جولي المدينة التي ولد ونشأ فيها الفنان.

## قائمة الأغاني
1. «ليلة» (3:56) "Lila"
2. «أعمى بالحب» (3:50) "Aveugle par l'amour"
3. «يدا في يد» (4:15) "La main dans la main"
4. "سلسة راي (4:11) "Salsa Raï"
5. «راها» (3:58) "Raha"
6. «مونت لا جولي» (3:22) "Mantes La Jolie"
7. «أتذكر» (5:48) "Je me souviens"
8. «ألوان روحك» (4:00) "Couleurs de ton âme"
9. «حنينا» (4:52) "Hanina"
10. «روحي» (3:53) "Rohi"
11. «سمرة» (4:24) "Samra"
12. «إذا كنت تريد» (3:36) "Si tu le veux"
13. «باريس القاهرة» (5:01) "Paris Le Caire"